# Anthelephila grabowskyanus
Anthelephila grabowskyanus es una especie de coleóptero de la familia Anthicidae.

## Distribución geográfica
Habita en Borneo (Asia).